# Alliance F
alliance F, früher Bund Schweizerischer Frauenvereine (BSF), ist der grösste schweizerische Frauendachverband. Die alliance F zählt 150 Mitgliederverbände und 400 Einzelmitglieder und vertritt damit die Interessen von etwa 400’000 Frauen in der Schweiz. Der Verband versteht sich heute als politische Lobby-Organisation für die Anliegen im Zusammenhang mit der Gleichstellung von Frau und Mann in Beruf, Familie und Gesellschaft.

## Geschichte

### Gründung
Der BSF wurde am 26. Mai 1900 in Bern gegründet, nachdem seit 1899 Vorbereitungen im Gange waren. Er entstand auf Initiative der Leiterinnen von progressiven Schweizer Frauenrechtsvereinen aus den Städten Bern (Helene von Mülinen), Genf (Camille Vidart, Pauline Chaponnière-Chaix), Lausanne (Marguerite Duvillard-Chavannes) und Zürich (Emma Boos-Jegher, Klara Honegger). Mülinen war zugleich bis 1904 die erste Präsidentin des BSF. Dessen erklärtes Ziel war die Vertretung der Interessen der Frauen in den politischen Behörden. Insbesondere wollten die Frauen des BSF Einfluss auf die sich entwickelnde Zivil- und Strafgesetzgebung nehmen. Der BSF war so etwas wie ein «Frauenparlament». Die Probleme der Frauen wurden diskutiert und man suchte gemeinsam nach Lösungen. In den Statuten wurde die Aufgabe des Bundes «in der Frage der Frauenemancipation» festgehalten. Der Bund sollte «die Interessen der Frau gegenüber den Behörden und der Öffentlichkeit vertreten und auf internationaler Ebene mitarbeiten». Der BSF sah sich als patriotische Organisation, der im Staat mitarbeiten wollte, dies als Ergänzung und nicht etwa als Konkurrenz zu den Männern; gleichzeitig vertrat er aber auch die Forderung nach voller Gleichberechtigung der Frauen. Seit 1903 ist der Bund Mitglied im Internationalen Frauenrat.
Bei der Gründung waren 17 Vereine beteiligt, im Jahr 1910 hatte der Dachverband bereits 66 Vereine als Mitglieder. Einige wichtige Verbände fehlen, darunter der Schweizerische Gemeinnützige Frauenverein (SGF), der Schweizerische Arbeiterinnenverband (SAV) und die Deutschschweizer Vereine zur Hebung der Sittlichkeit (DVHS). Dem SGF und dem DVHS war der BSF zu politisch, dem SAV zu bürgerlich orientiert.
Die erste «Amtshandlung» fand bereits vor seiner offiziellen Gründung statt: Am 17. Mai machte er eine Kollektiveingabe an das Eidgenössische Justiz- und Polizeidepartement, in der die Frauen die Gütertrennung im ehelichen Güterrecht verlangten, das in Hinblick auf das neue Zivilgesetzbuch auf der politischen Agenda stand. In einer Eingabe an die Schweizerische reformierte Kirchenkonferenz verlangte der BSF 1904 das Frauenstimmrecht in Kirchenangelegenheiten und in den Kirchgemeinden. Er stiess mit dieser «radikalen» Forderung bei vielen seiner Mitgliedervereine auf starke Vorbehalte und verhielt sich in der Folge sehr zurückhaltend in dieser Frage. Um 1910 wurden die Forderungen des von bürgerlichen Frauen getragenen BSF moderater und er rückte allgemein von seinem egalitären Weltbild ab, hin zu einem Dualistischen: Frauen und Männer sollten sich bei der Lösung gesamtgesellschaftlicher Problemstellungen in ihren traditionellen Wirkungskreisen ergänzen. Mit diesem Positionswechsel rückte der BSF näher zu den anderen traditionellen bürgerlichen Frauenvereinen, insbesondere dem SGF und dem DVHS.
Gemeinsam mit dem Schweizerischen Verband für Frauenstimmrecht (SVF) und dem SGF unterstützte der BSF 1918 die Motion Greulich und Göttisheim zur Einführung des Fraustimmrechts. 1923 initiierte der BSF die Gründung der «Schweizerischen Zentralstelle für Frauenberufe» und den Verband für Berufsberatung und Lehrlingsfürsorge. 1928 organisierte der BSF gemeinsam mit anderen Verbänden die SAFFA.

### Nachkriegszeit
Während der Weltwirtschaftskrise und des Zweiten Weltkriegs wurde es still um den BSF. Wie andere Frauenorganisationen beteiligte er sich an der geistigen Landesverteidigung und motivierte seine Mitglieder, sich in einer der zahlreichen lokalen gemeinnützigen Frauenvereinen oder im Frauenhilfsdienst zu engagieren, um die Folgen des Krieges und der Generalmobilmachung lindern zu helfen. Am 6. Februar 1945 reichte der BSF eine Eingabe an den Bundesrat ein, in dem die Umsetzung des Postulats Opprecht verlangt wurde. Die Frauen des BSF waren der Meinung, dass die Schweizerfrauen bei der AHV, Mutterschaftsversicherung und dem Familienschutz mitbestimmen können sollten.
1949 wurde der BSF mit dem Ziel reorganisiert, Dachverband für alle Schweizer Frauenverbände zu werden. Das Frauensekretariat wurde im Laufe dieser Umstrukturierung dem BSF als eigene Geschäftsstelle eingegliedert. Im „neuen“ BSF war auch die Arbeiterinnenbewegung (SP-Frauen) vertreten; der Schweizerische katholische Frauenbund und der Schweizerische Gemeinnützige Frauenverein wollten sich der politischen Richtung des BSF jedoch weiterhin nicht anschliessen.
Anlässlich des 50-jährigen Bestehens trat der BSF 1950 glanzvoll an die Öffentlichkeit und füllte am 22./23. April 1950 mit seinen Delegierten und Ehrengästen den grossen Saal des Casinos in Bern. Bundesrat Max Petitpierre überbrachte namens des Bundesrates Glückwünsche, liess den jahrelangen Kampf des BSF um die gleichen Rechte für Mann und Frau jedoch unerwähnt.
1958, einige Monate vor der eidgenössischen Abstimmung zum Frauenstimmrecht, organisierte der BSF die Zweite SAFFA mit dem Ziel, den Schweizer Männern klarzumachen, dass das Frauenstimmrecht sie weder bedrohte, noch die Frauen dazu animieren würde, ihren angestammten Platz zu verlassen. Das Erscheinen von Iris von Rotens Buch Frauen im Laufgitter störte diese Strategie nachhaltig und war nach Meinung vieler für das Scheitern der Abstimmung am 1. Februar 1959 verantwortlich.
Ab 1970 verlor der BSF (ab 1971 unter dem neuen Namen Bund Schweizerischer Frauenorganisationen) angesichts der endlich erfolgreichen Erlangung des Frauenstimmrechts sowie neuer politischer Akteure an Bedeutung; auch der 4. und 5. Schweizerische Frauenkongress 1975 und 1996 konnten diese Entwicklung nicht aufhalten. In Folge wurden das Schweizer Frauenblatt und die Presse- und Dokumentationsdienste eingestellt; einige Funktionen wurden durch die «Eidgenössische Kommission für Frauenfragen» übernommen. Der BSF nahm nun auch Mitgliedsorganisationen auf, welche nicht ausschliesslich durch Frauen gebildet wurden, sich jedoch für Frauenrechte einsetzten. 1986 wurde das Sekretariat des BSF nach Worblaufen verlegt, wo seit 1982 auch die Gosteli-Stiftung ansässig ist, welche die Geschichte der Frauenbewegung archivalisch dokumentiert und der im Zeitraum von 1986 bis 2006 alle Archivdokumente des BSF übergeben wurden.

### «alliance F»
1999 wurde der BSF in alliance F umbenannt, und die Organisationsstruktur grundlegend erneuert. Am 11. April 2008 nahmen über 12’000 Personen auf dem Bundesplatz in Bern an einer Sympathiekundgebung für Eveline Widmer-Schlumpf und Demonstration für mehr Respekt vor politischen Institutionen teil, zu der diverse Frauenverbände unter Federführung der «alliance F» aufgerufen hatten. Die damalige Präsidentin der alliance F, Rosmarie Zapfl, rechnete ursprünglich mit etwa 5'000 Teilnehmern. Seit November 2014 wird die «alliance F» von den beiden amtierenden Nationalrätinnen Maya Graf (Grüne BL) und Kathrin Bertschy (Grünliberale BE) im Co-Präsidium geführt.
Seit 2014 hat der Verband seine Tätigkeiten ausgeweitet und eine Reihe politischer Kampagnen und Projekte lanciert. So forderte er nach der Wahl von Bundesrat Ignazio Cassis 2017 mit der Kampagne «Frauen in den Bundesrat, jetzt!» Geschlechterkonkordanz auf exekutiver Stufe. Am 5. Dezember 2018, rund ein Jahr nach dem Kampagnenstart, wurden Viola Amherd (CVP) und Karin Keller-Sutter (FDP) in den Bundesrat gewählt. Mit dem Projekt «Helvetia ruft» trug «alliance F» dazu bei, dass sich bei den eidgenössischen Wahlen 2019 parteiübergreifend erstmals 1873 Frauen, so viele wie noch nie zuvor, zu den Nationalrats- und Ständeratswahl aufstellten. Im Nationalrat politisieren nun neu 84 statt 64 Frauen, ihr Anteil beträgt rekordhohe 42 Prozent. Und auch in der kleinen Kammer, im Ständerat, haben die Frauen die Sitzzahl verdoppelt.
Zum Frauenstreik am 14. Juni 2019 lancierte alliance F zudem die Plattform sheknows, auf der sich Expertinnen aller thematischen Felder für Podien, Panels etc. zur Verfügung stellen. Mit dem Projekt «Stop Hate Speech» engagierte sich der Verband gegen Hassrede im Internet. Das Projekt wurde 2023 in eine eigenständige Stiftung die "Public Discourse Fundation" ausgegliedert.
Zum 50 Jahre Frauenstimm- und Wahlrechtsjubiläum 2021 organisierte alliance F sowohl die Frauensession wie auch das Frauenrütli.

## Prominente Vertreterinnen (Auswahl)
- Emma Pieczynska-Reichenbach (Mitbegründerin)
- Camille Vidart (Mitbegründerin, Vorstand bis 1908)
- Emma Boos-Jegher (Mitbegründerin, Vizepräsidentin 1912–1916)
- Helene von Mülinen (Mitbegründerin, Präsidentin 1900–1904, Vorstand bis 1920)
- Pauline Chaponnière-Chaix (Mitbegründerin, Präsidentin 1904–1910 sowie 1916–1920)
- Klara Honegger (Mitbegründerin, Präsidentin 1911–1916)
- Elisabeth Zellweger (Präsidentin 1920–1929)
- Jeanne-Marie de Boccard (1922–2020), Vorstand
- Anne de Montet-Burckhardt (Präsidentin 1929–1935)
- Clara Nef (Präsidentin 1935–1944)
- Adrienne Jeannet-Nicolet (Präsidentin 1944–1949)
- Gertrud Haemmerli-Schindler (Präsidentin 1949–1955)
- Dora Julia Rittmeyer-Iselin (Präsidentin 1959–1965)
- Rolande Gaillard (Präsidentin 1965–1971)
- Jacqueline Berenstein-Wavre (Präsidentin 1975–1980)
- Sibylle Burger-Bono (geschäftsführende Präsidentin 1999–2005)
- Rosmarie Zapfl-Helbling (Präsidentin 2006–2014)
- Maya Graf (seit Co-Präsidentin 2014)
- Kathrin Bertschy (seit Co-Präsidentin 2014)
- Sophie Achermann (Geschäftsführerin 2018–2023)